# Seguridad privada

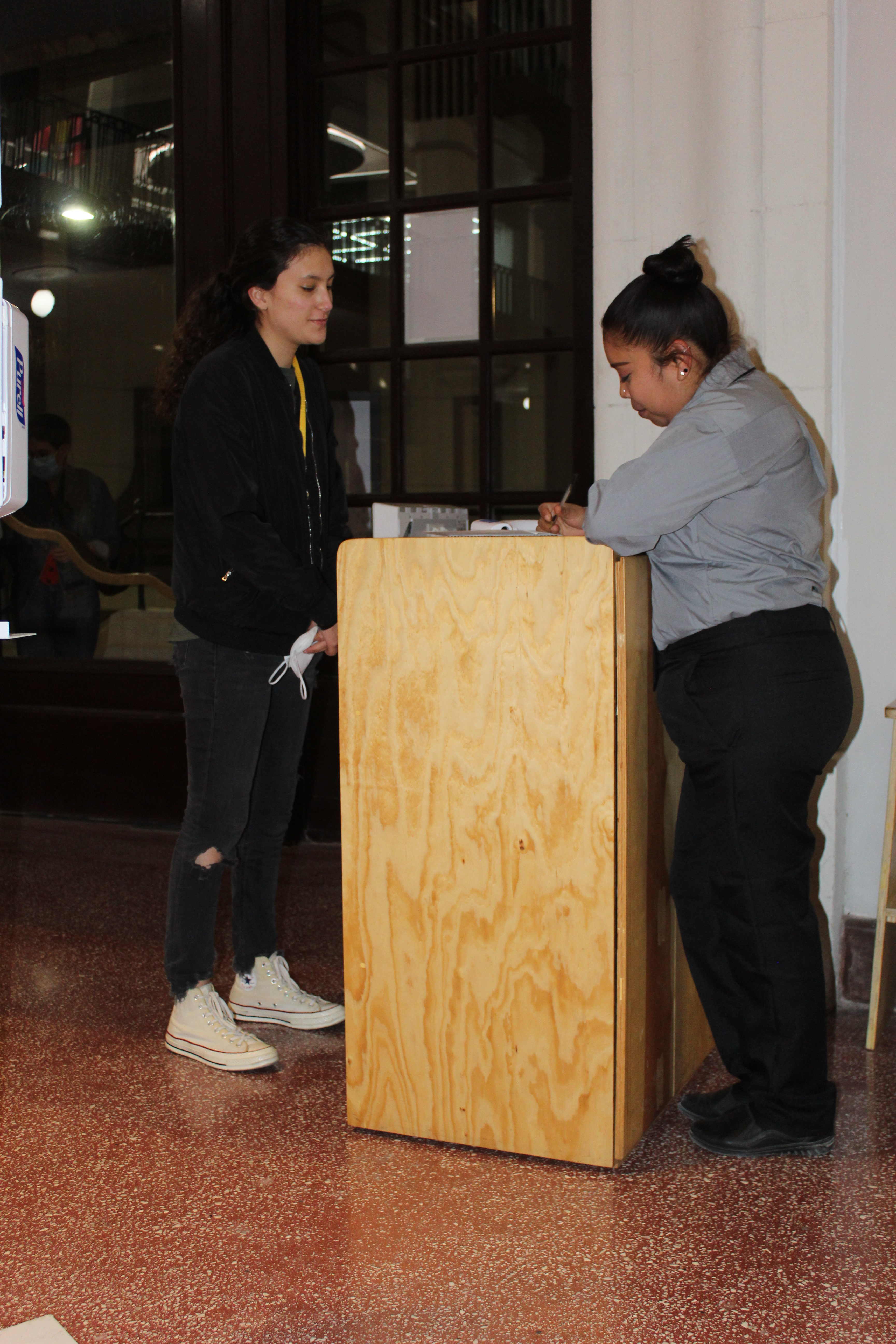
Guardia de edificio, Monterrey, Nuevo León.

La seguridad privada es la que prestan las empresas y personas físicas de servicios de seguridad con objeto de proteger el conjunto de bienes e inmuebles y derechos para los que han sido contratadas. Estos intereses protegidos suelen ser de naturaleza privada o de particulares: edificios, almacenes, hogares, terrenos, gasolineras, cotos privados o residenciales etc. Debido a su importancia, la seguridad privada debe funcionar las 24 horas del día.
Son servicios que suelen llevar a cabo la seguridad privada: la protección de mercancías e inmuebles, así como de sus ocupantes y el control de acceso a los mismos —los realizan vigilantes de seguridad—; la investigación relacionada con intereses privados de las personas o las empresas —que llevan a cabo los detectives privados—; la protección de personas —escoltas—; o la instalación y explotación de sistemas que protejan dichos intereses como alarmas de seguridad o sistemas de vigilancia.
Para la prestación de estos servicios suele ser necesario que las autoridades del lugar otorguen las licencias correspondientes a las compañías que los prestan y a sus trabajadores. También cabe la posibilidad de que el Estado pague por los servicios de estas empresas como complemento a las actividades que realizan los organismos y funcionarios públicos para salvaguardar la seguridad ciudadana

## En Argentina

### Marco histórico
Los orígenes de la seguridad privada remontan a fábricas o industrias donde no es la policía quienes ejercen control. Con el correr de los tiempos han surgido distintos segmentos siendo en la actualidad uno de los más comunes la seguridad privada en edificios (propiedad horizontal).

### Funciones
La seguridad privada cumple funciones en ámbitos privados o ámbitos privados de acceso público como puede ser un centro comercial, estadios, etc.
Si bien muchas veces se entremezclan las funciones y pueden confluir ambos tipos de seguridad (pública y privada) las regulaciones marcan los límites de unas y otras.

### Habilitaciones
Las empresas de Seguridad Privada para funcionar deben cumplir con ciertos requisitos legales.
Según el lugar donde se encuentra constituida y/o donde se va a prestar servicios, así como el tipo de servicios que van a prestar, según las normativas se suele cumplir con los siguientes requisitos legales:
- Constitución legal de la Sociedad.
- Seguro de responsabilidad civil.
- Habilitación en los organismos gubernamentales referentes a Seguridad Privada (o en algunas localidades por la policía local).
- Habilitación del personal de seguridad (vigiladores, técnicos instaladores) así como los cargos de dirección (Director Técnico).
- Legítimo Usuario Colectivo de armas en organismos gubernamentales de control de uso de armas.

### Más allá de la prevención del delito
El personal de seguridad privada, específicamente los vigilantes que cumplen la denominada "seguridad física", muchas veces realizan tareas más allá de la prevención del delito. Desde la revisión de que la mercadería llegue en condiciones (por ejemplo la temperatura de mercadería congelada) hasta la revisión del correcto orden de materiales o la carga de extintores manuales, los límites de la Seguridad Privada exceden la prevención del delito permitiendo proteger a los beneficiarios del servicio de distintos riesgos. Estos límites no deben ser tales que dejen de cumplir el rol de Seguridad (gestión del riesgo), pero deben permitir ser flexible dentro de los alcances de sus funciones de acuerdo a los objetivos impartidos o el contrato empleado en firma; (Empresa - Cliente).
México.

### Norma Técnica de Competencia Laboral
Servir como referente para la evaluación y certificación de las personas que prestan el servicio de seguridad para la vigilancia de bienes y personas desde un punto fijo y a través de rondines. Asimismo puede ser referente para el desarrollo de programas de capacitación y de formación basados en NTCL(Norma Técnica de Competencia Laboral).
La presente Norma Técnica de Competencia Laboral, una vez publicada n el diario oficial de la federación se integrara a la base nacional de normas técnicas de competencia laboral que opera de conocer a fin de facilitar su uso y consulta gratuita. Se abroga la norma técnica de competencia laboral, CSPV0194.02 vigilancia de accesos, publicada en el diario oficial de la federación el 29 de enero de 2003.